# Charles Warnet
Charles Warnet, né le  25 août 1828 à Paris et mort le 10 décembre 1913 à Saint-Cyprien (Pyrénées-Orientales), est un général de division français, grand-croix de la Légion d'honneur et médaillé militaire.

## Biographie
Formé à Saint-Cyr, sous-lieutenant au sein du 3e régiment de cuirassiers en 1849, il est élève à l'École d'application d'état-major l'année suivante. Il participe aux campagnes en Algérie en 1852, en Crimée de 1854 à 1856 (blessé lors du siège de Sébastopol), de nouveau en Algérie de 1858 à 1861, ainsi qu'à l'expédition du Mexique de 1862 à 1864, et à la guerre franco-allemande de 1870. Entre 1871 et 1877, il occupe le poste de chef d'état-major de différentes divisions, dirigeant ensuite une mission militaire en Italie en 1877.
Promu général de brigade en 1880, il prend le commandement de diverses brigades de cavalerie puis dirige une mission militaire en Belgique en 1883. En janvier 1885, il devient chef d'état-major général et chef du cabinet militaire du ministre de la Guerre, le général Lewal. Nommé général de division en février, à partir d'avril, il occupe successivement les postes de chef d'état-major du corps expéditionnaire du Tonkin, puis de résident général et en janvier 1886 devient commandant en chef du corps expéditionnaire du Tonkin. Après son retour en France en mai, il commande à partir de septembre 1886, la 34e division d'infanterie, le 13e corps d'armée en mars 1888, le 17e corps d'armée en mars 1889 puis siège au Conseil supérieur de la guerre en juin 1892.
Il est élevé à la dignité de grand-croix de la Légion d'honneur le 5 juillet 1893 après 46 ans de services, 14 campagnes puis décoré de la médaille militaire le 27 décembre 1893.
Il meurt le 10 décembre 1913 à Saint-Cyprien (Pyrénées-Orientales). Il est inhumé au cimetière du Père-Lachaise.
Son épouse Emma Jaume (1830-1897) meurt dans l'incendie du Bazar de la Charité en 1897.

## Décoration
- Médaille militaire (27 décembre 1893)
- Grand-croix de la Légion d'honneur (5 juillet 1893)
  - Grand-officier (24 juin 1886)
  - Commandeur (7 octobre 1884)
  - Officier (31 juillet 1863)
  - Chevalier (14 septembre 1855)

### Ouvrages
- Michel Wattel et Béatrice Wattel (préf. André Damien), Les Grand’Croix de la Légion d’honneur : De 1805 à nos jours, titulaires français et étrangers, Paris, Archives et Culture, 2009, 701 p. (ISBN 978-2-35077-135-9), p. 402.

### Articles
- « Warnet Charles Auguste Louis (1828-1913 », sur appl-lachaise.net.